# Brachyotum weberbaueri
Brachyotum weberbaueri är en tvåhjärtbladig växtart som beskrevs av Célestin Alfred Cogniaux. Brachyotum weberbaueri ingår i släktet Brachyotum och familjen Melastomataceae. Inga underarter finns listade i Catalogue of Life.